# وارن هيمر
وارن هيمر (بالإنجليزية: Warren Hymer)‏ مواليد 25 فبراير 1906 في نيويورك - الوفاة 25 مارس 1948 في لوس أنجلوس، هو ممثل أمريكي بدأ مسيرته الفنية سنة 1929. ظهر في قرابة 129 فيلما.

## الأعمال
- طريق ذو اتجاه واحد
- ماديسون سكوير جاردن
- السيد ديدز يذهب إلى المدينة
- سان فرانسيسكو
- خفر السواحل
- منذ أن رحلت
- علي بابا يذهب إلى البلدة

## روابط خارجية
- وارن هيمر على موقع IMDb (الإنجليزية)
- وارن هيمر على موقع ألو سيني (الفرنسية)
- وارن هيمر على موقع أول موفي (الإنجليزية)
- وارن هيمر على موقع قاعدة بيانات برودواي على الإنترنت (الإنجليزية)
- وارن هيمر على موقع قاعدة بيانات الأفلام السويدية (السويدية)
- وارن هيمر على موقع قاعدة بيانات الفيلم (الإنجليزية)
- وارن هيمر على موقع كينوبويسك (الروسية)